# Fairey Barracuda
Fairey Barracuda – brytyjski samolot torpedowy i bombowy, zaprojektowany i zbudowany w 1940 roku w wytwórni Fairey Aviation Company Limited.

## Historia
W drugiej połowie lat trzydziestych dowództwo Royal Air Force (RAF) ogłosiło konkurs na budowę nowoczesnego samolotu torpedowego i bombowego dla lotnictwa floty (Fleet Air Arm), który miałby zastąpić używany dotychczas samolot Fairey Swordfish. Warunki technicznego nowego samolotu brytyjskie ministerstwo lotnictwo ogłoszono w październiku 1937 roku. Miał to być pokładowy samolot torpedowy, bombowy i rozpoznawczy, mogący działać w każdych warunkach atmosferycznych. Opracowania projektu i budowy prototypu podjęły się dwie wytwórnie: Supermarine i Fairey. W pierwszej wytwórni wykonano projekt samolotu oznaczony jako Typ 322, a w drugiej oznaczonej jako Typ 100.
Pod koniec 1938 roku zbudowano według tych projektów makiety samolotów, a w lutym 1939 roku ministerstwo lotnictwa po przeprowadzeniu badań zezwoliło na budowę dwóch prototypów porównawczych. W sierpniu 1939 roku ostatecznie zatwierdzono do produkcji seryjnej prototyp wykonany w wytwórni Fairey. Od raz podpisano także umowę na wykonanie 250 samolotów, które oznaczono jako Fairey Barracuda. Początkowo prototyp miał być napędzany silnikiem rzędowym 24-cylindrowym w układzie „X”, potem jednak zdecydowano się na lżejszy silnik rzędowy 12-cylindrowy Rolls-Royce Meriln 30 o mocy 1260 KM (927 kW). Samolot był zbudowany w układzie górnopłatu, co zapewniało dobrą widoczność i ułatwiało zamocowanie podwieszanego uzbrojenia. Prototyp takiego samolotu oblatano 7 grudnia 1940 roku. W czasie prób osiągnął on prędkość 430 km/h; wypróbowano również zrzut torped i bombardowanie z lotu nurkowego. W maju 1941 roku prototyp odbył loty próbne z pokładu lotniskowca HMS „Victorious”.
Po usunięciu drobnych usterek w prototypie przystąpiono do produkcji seryjnej 24 samolotów oznaczonych Fairey Barracuda Mk I. Pierwszy lot seryjnego samolotu odbył się 18 maja 1942 roku. 
W 1943 roku rozpoczęto produkcję następnej wersji samolotu oznaczonej jako Fairey Barracuda Mk II, która napędzana była mocniejszym silnikiem Rolls-Royce Merlin 32. Pierwszy samolot tej wersji wyprodukowano w marcu 1943 roku. 
W 1944 roku przystąpiono do produkcji nowej wersji samolotu, oznaczonej jako Fairey Barracuda Mk III, przystosowanej wyłącznie do wykrywania i niszczenia okrętów podwodnych, wersję tę wyposażono w radar typu ASV Mk X. 
16 listopada 1944 roku oblatano pierwszy samolot nowej wersji oznaczonej Fairey Barracuda Mk V, napędzany nowym silnikiem rzędowym Rolls-Royce Griffon 37 o mocy 2020 KM (1487 kW). Wersja ta nie była stosowana w czasie wojny.
Produkowane wersje samolotów Fairey Barracuda:
- Mk I – wersja podstawowa, zbudowano 32 samoloty tej wersji (w tym dwa prototypy)
- Mk II – wersja wyposażona w radar ASV Mk II, zbudowano 1688 samolotów tej wersji
- TR Mk III – wersja rozpoznawczo-torpedowa, wyposażona w radar ASV Mk X, zbudowano 852 samoloty tej wersji
- Mk IV – projekt – nie był budowany
- TR Mk V – wersja wyposażona w silnik Rolls-Royce Griffon 37, zbudowano 30 samolotów tej wersji

Łącznie w latach 1940-1945 zbudowano 2602 samoloty Fairey Barracuda wszystkich wersji, produkowano je oprócz firmy Fairey, także w wytwórniach Blackburn Aircraft, Boulton Paul i Westland Aircraft.

## Użycie w lotnictwie
Pierwsze lot bojowy samolotu Fairey Barracuda Mk I odbył 10 stycznia 1943 roku. 
W 1943 roku w nową wersję samolotu Fairey Barracuda Mk II został wyposażony 827 dywizjon lotnictwa floty. Potem samoloty te otrzymał również 810 dywizjon lotnictwa floty. Dywizjony te bazowały na pokładzie lotniskowca HMS „Illustrious”. We wrześniu 1943 roku wylądowały one w Salerno we Włoszech. Większą akcję bojową z udziałem tych samolotów przeprowadzono w 3 kwietnia 1944 roku, gdy 42 samoloty Fairey Barracuda Mk II, bazujące na pokładach lotniskowców HMS „Furious” i HMS „Victorious” wzięły udział w ataku na niemiecki pancernik „Tirpitz” znajdujący się na wodach norweskich w Kaafjord. 
Samoloty Fairey Barracuda Mk II zwalczały następnie niemieckie okręty podwodne na Morzu Północnym i Atlantyku. 
Samoloty tego typu brały również udział w zwalczaniu okrętów japońskich na Pacyfiku oraz w bombardowaniu japońskich punktów oporu na Sumatrze. 
Samoloty Fairey Barracuda od 1946 roku były używane jako samoloty treningowe.
Samoloty tego typu nie były używane w lotnictwie polskim, lecz w latach 1944-1945 polscy piloci latający w ATA (ang. Air Transport Auxillary) Unit Nr 6 Ferry Pool latali na tych samolotach. Rozprowadzali te samoloty z wytwórni i zakładów remontowych do jednostek lotniczych.

## Opis konstrukcji
Samolot Fairey Barracuda Mk II był trzymiejscowym samolotem torpedowym i bombowym, górnopłatem o konstrukcji całkowicie metalowej. Podwozie klasyczne – wciągane w locie. Napęd: 1 silnik rzędowy.
Uzbrojenie:
- 2 karabiny maszynowe Vickers K kal. 7,7 mm
- 1 torpeda kal. 457 mm o masie 731 kg albo 800 kg bomb

Wyposażenie dodatkowe: radar typu ASV Mk IIN